# Причал (сценарий)
«Прича́л» — сценарий Геннадия Шпаликова, написанный в 1960 году. В основе сюжета — события, происходящие с девушкой Катей и её женихом — безымянным шкипером баржи; значительная часть действия разворачивается в Москве, которая сначала разлучает, а затем вновь соединяет влюблённых. История, сочинённая Шпаликовым, созвучна, по мнению исследователей, снятой в 1934 году картине Жана Виго «Аталанта». В сценарии также обнаруживается влияние итальянской ленты «Похитители велосипедов» (режиссёр Витторио де Сика, 1948).
Весной 1960 года «Причал» был принят киностудией «Мосфильм» и запущен в производство в качестве дипломной работы пятикурсников режиссёрского факультета ВГИКа Владимира Китайского и Хельмута Дзюбы (мастерская Михаила Ромма). Оператором будущего фильма стал Савва Кулиш, композитором — Микаэл Таривердиев. Несмотря на то, что в подготовительный период были сделаны эскизы декораций, создана раскадровка, написан режиссёрский сценарий, утверждена музыкальная экспликация, работа над «Причалом» периодически останавливалась. Окончательное закрытие фильма произошло после самоубийства Владимира Китайского. При жизни Шпаликова «Причал» так и не получил экранного воплощения, но оказал влияние на дальнейшую творческую биографию сценариста. Более чем через четыре десятилетия, в 2002 году, вышла лента Юрия Кузина «Ковчег», снятая по мотивам «Причала».

## История создания
История «Причала» возникла, по словам режиссёра Александра Митты, в 1960 году в пивном заведении возле ВДНХ, куда пришли студент четвёртого курса сценарного отделения ВГИКа Геннадий Шпаликов, пятикурсник режиссёрского факультета этого же вуза Владимир Китайский и выпускник операторского факультета Савва Кулиш. Вернувшись домой после обсуждения общей идеи, Геннадий той же ночью сочинил первый эпизод; вся работа заняла у него несколько дней. Сценарий разместился в большой тетради, на первой странице которой имелось шуточное авторское «предисловие»: «В этой прекрасной книге должна быть написана прекрасная вещь, которая впоследствии будет удостоена Нобелевской премии, её вручит мне в Золотом зале дворца король Георг 7».
Предполагалось, что «Причал» станет дипломной работой Владимира Китайского. Этот студент, учившийся вместе с Андреем Тарковским и Василием Шукшиным на курсе Михаила Ромма, получил фамилию в детдоме из-за раскосых глаз; по данным первой жены Шпаликова Наталии Рязанцевой, Владимир не знал доподлинно историю своего происхождения: «Вроде бы отец у него был якут, а мать — наполовину цыганка». Савва Кулиш, который должен был участвовать в съёмках «Причала» в качестве оператора, утверждал, что творческое влияние Китайского на студентов ВГИКа было «огромным». Александр Митта отмечал, что дружба Китайского с Тарковским во многом определила художественный почерк последнего: «Всё зарождавшееся новое кино было освещено его [Китайского] именем. Андрей Тарковский вышел из-под его влияния только на „Солярисе“».
Работу Шпаликова принял к постановке «Мосфильм»; между студией и молодым кинодраматургом был заключён договор о том, что к 5 марта 1960 года он сдаст литературный сценарий под названием «Причал в Москве», при этом автору полагался аванс 5000 рублей (25 % от общей суммы). Затем в Третьем творческом объединении киностудии состоялось обсуждение первого варианта «Причала». Кинематографисты отмечали, что, с одной стороны, в произведении есть «прекрасно и тщательно отделанные детали и отдельные сцены», с другой — указывали, что ему «не хватает внутренней целостности». Первый вариант был отправлен на доработку. Двадцатого мая 1960 года, рассмотрев исправленный сценарий, худсовет Третьего творческого объединения, возглавляемого Михаилом Роммом, постановил: запустить «Причал» в режиссёрскую разработку.

## Сюжет
Время и место действия обозначены автором в первом абзаце сценария: «Фильм начинается днём недалеко от города и заканчивается на следующее утро ровно в восемь часов». Юная жительница Мурома Катя плывёт на барже вместе с женихом — тридцатилетним шкипером. Герои любят друг друга, однако на протяжении всей картины совершают поступки, мешающие их счастью. Сначала Катя решает искупаться в реке и, не справившись с течением, отстаёт от баржи; судно останавливается, девушка выбирается из воды и выслушивает от шкипера нотацию о недопустимости «задержки грузооборота на речном транспорте». Затем шкипер, дождавшись прибытия в Москву, оставляет невесту и отправляется на встречу с Анной — своей бывшей возлюбленной. Разговор с женщиной, вышедшей за время разлуки замуж и ожидающей ребёнка, выстраивается сложно, и шкипер уговаривает её восьмилетнего сына Алёшу уйти из дома: «Ты будешь матросом. Сначала — баржа, а потом, как говорится, весь мир у наших ног».
Тем временем Катя, уверенная, что жених её «бросил», самостоятельно совершает экскурсии по ночному городу. За время прогулок она знакомится с самыми разными людьми — среди них укротитель львов Кирсанов; сбежавшая от родителей девушка-виолончелистка; водитель «Победы», отдавший Кате свой автомобиль вместе с собакой. Ночной город и его жители настроены по отношению к героине по-доброму. Под утро, когда выясняется, что Катя не успевает вовремя вернуться на причал, её подвозит на велосипеде незнакомый парень. Двигаясь по набережной, они у Крымского моста догоняют ушедшую в путь баржу.

Катя целует велосипедиста и с ходу, не задерживаясь, прыгает в реку. Она плывёт к барже, влезает в лодку, подтягивается на деревянном киле и поднимается на палубу. Трос дёрнулся и потащил баржу за буксиром. Велосипедист смотрит с набережной на уплывающую баржу. На корме шкипер обнимает Катю. Восемь раз бьют куранты.— Фрагмент сценария «Причал»

## История постановки

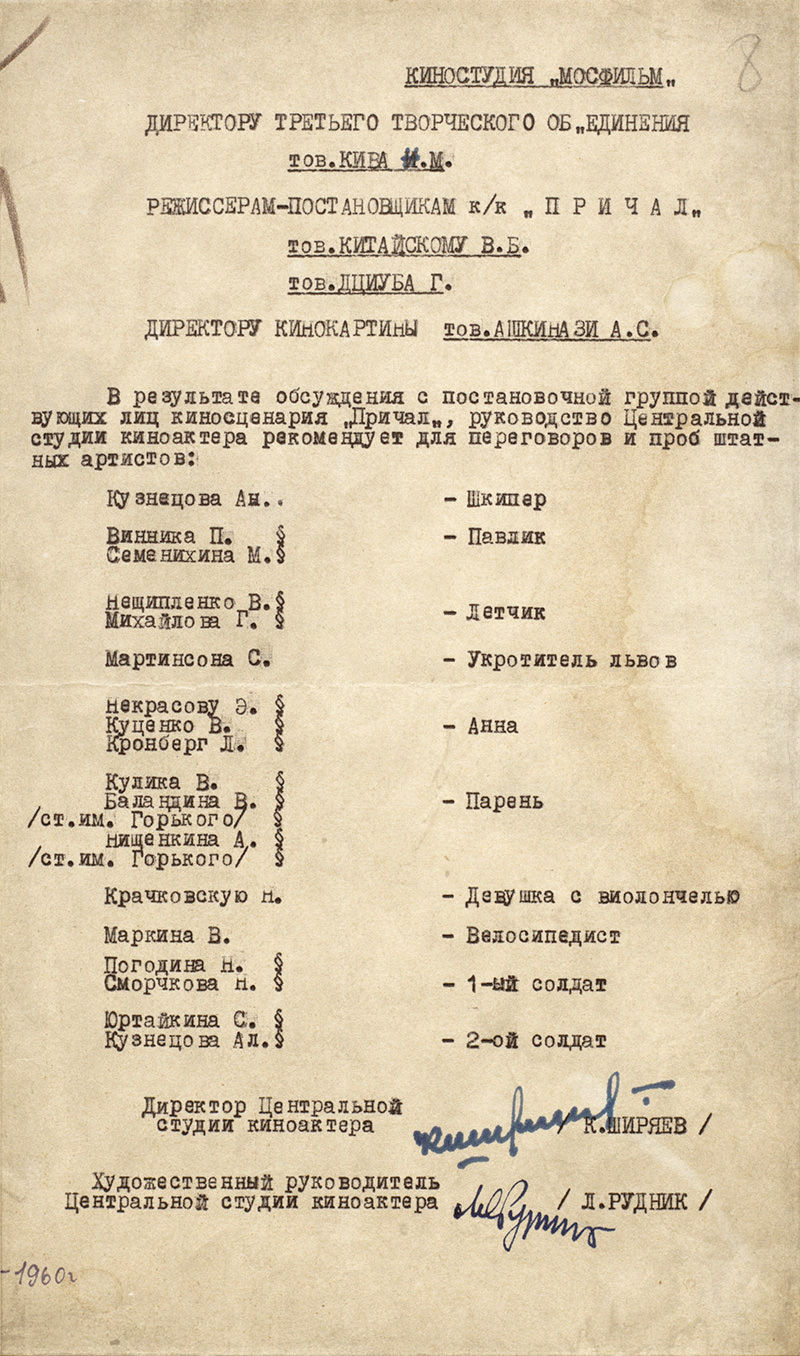
Рекомендации Центральной студии киноактёра по поводу кинопроб для фильма «Причал». 1960

После запуска «Причала» в режиссёрскую разработку вышел приказ за подписью генерального директора «Мосфильма» Владимира Сурина. Согласно этому документу, подготовительный период для работы над фильмом должен был завершиться до 15 августа 1960 года. Постановщиками картины были назначены Владимир Китайский и его однокурсник Хельмут Дзюба, которые написали режиссёрский сценарий, подготовили раскадровку, создали эскизы декораций, провели ряд кинопроб. Композитором будущей ленты стал Микаэл Таривердиев, сделавший музыкальную экспликацию с описанием звукового оформления отдельных кадров или эпизодов. По его замыслу, в картине должны были участвовать симфонический и эстрадный оркестры; предполагалось также соло для рояля, трубы, кларнета, флейты и аккордеона. Для кинопроб Центральная студия киноактёра рекомендовала Китайскому и Дзюбе рассмотреть ряд кандидатур: Анатолия Кузнецова — на роль шкипера, Павла Винника и М. Семенихина — на роль матроса Павлика, Сергея Мартинсона — на роль укротителя львов, Наталью Крачковскую — на роль девушки с виолончелью.
По свидетельству Юлия Файта, вопрос с этими исполнителями так и остался нерешённым. Долгими были поиски актрисы на роль главной героини — Кати. Одной из претенденток считалась семнадцатилетняя Марианна Вертинская. На фотопробы она пришла с матерью — Лидией Вертинской, которую насторожил состав съёмочной группы. По воспоминаниям Марианны, «у них горели глаза, у молодых мужчин, они хотели, чтобы я пробовалась, но мама сказала, что никогда меня в эту группу не отпустит, где все такие молодые, они что-нибудь сделают со мной». До кинопроб дело не дошло. Шпаликов, по словам Файта, видел в главной роли студентку актёрского факультета ВГИКа Светлану Светличную, которая внешне напоминала популярную в ту пору в СССР Марину Влади. Кроме того, в картине предполагалось участие будущей жены Владимира Высоцкого Людмилы Абрамовой — к ней испытывал безответные чувства Владимир Китайский.
Работа над картиной, уже запущенной в производство, то прекращалась, то возобновлялась. Так, одна из «временных приостановок» была связана, согласно приказу гендиректора «Мосфильма» от 31 августа 1960 года, с тем, что «кандидатуры на роль Кати, представленные съёмочной группой на утверждение, даже после повторных и дополнительных кинопроб оказались неприемлемыми». В этом же приказе отмечалось (с обращением к руководителю дипломной практики Михаилу Ромму), что режиссёры Дзюба и Китайский «не проявили должной ответственности при подборе кандидатуры на главную роль»; в связи с остановкой работы съёмочная группа была расформирована. В январе 1961 года на студии был утверждён акт о списании в убыток расходов, связанных с постановкой «Причала» (речь шла о более чем 120 000 рублей). В документе указывалось, что «крайне неудачные климатические условия лета 1960 года /сплошная облачность и непрерывные дожди/, а также неблагоприятные прогнозы погоды на август-сентябрь сделали дальнейшие поиски актрисы на роль Кати нецелесообразными». Затем был обнародован приказ о том, что возобновление в 1961 году работ по дипломному фильму «Причал» невозможно «без пересмотра литературного сценария».
Не дождавшись запуска картины, Владимир Китайский покончил жизнь самоубийством — он повесился в лесу неподалёку от Загорска. Сценарий к фильму «Причал» долгое время считался утраченным; впоследствии он был обнаружен хранителем шпаликовского архива Юлием Файтом.

У него [Владимира Китайского] не было запаса прочности, включающего в себя не только мужество и волю, но и горькую трезвость, некоторый цинизм и веру в то, что так или иначе, всё можно преодолеть. Он был не единственный, кого сломали проза и будни нашей нелёгкой работы. Люди спивались, разменивали способности, теряли надежды. Китайский был максималистом. Я много раз думал: если бы он преодолел этот кризис, встал бы он на ноги? И не могу дать ответа.— Александр Митта
Шпаликов, вероятно, поначалу не верил, что «Причал» закрыли навсегда — как рассказывала Наталия Рязанцева, он считал, что картину просто законсервировали. В дневнике кинодраматурга (запись от 30 декабря 1961 года) сохранилась его программа на будущее. Наряду с личными планами («купить комнату», «меньше пить», «не жениться») там были обозначены и возможные творческие перспективы: «Чтобы „Трамвай“ 2 категорию и Люка получил бы „Причал“». Однако при жизни сценариста «Причал» так и не получил экранного воплощения. Лишь в 2002 году режиссёр Юрий Кузин снял по мотивам шпаликовского сценария фильм «Ковчег». Главные роли в нём сыграли Евгений Сидихин и Карина Разумовская.

## Художественное своеобразие

### Город и герои

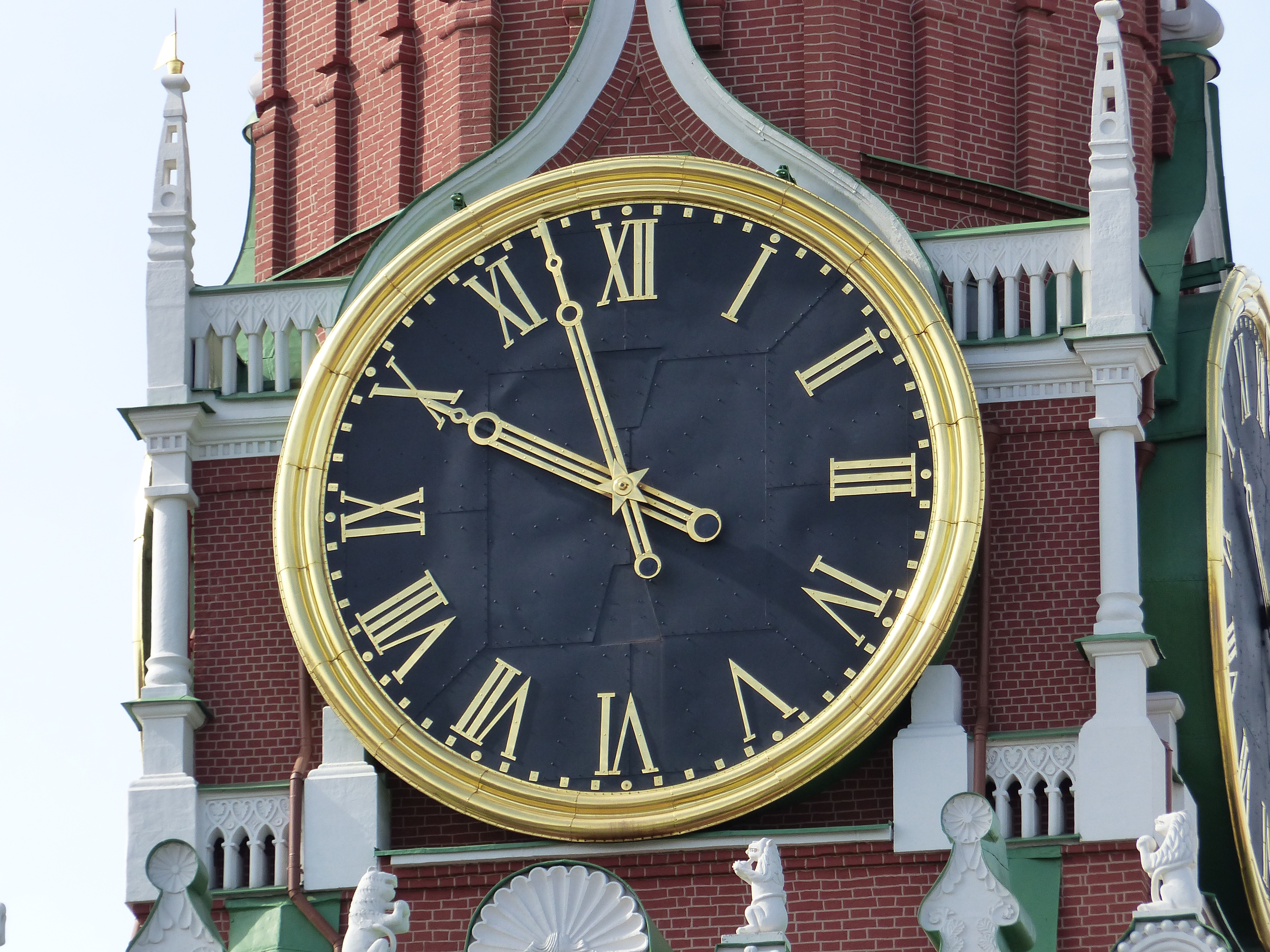
Куранты

В «Причале» не назван точный возраст главной героини, но реплики в диалогах показывают, что Катя довольно молода: так, шкипер в разговоре с Анной упоминает, что его невеста — «девочка». Этот факт был характерной особенностью кинематографа оттепели — юные персонажи, вступающие в самостоятельную жизнь и открывающие для себя большой мир, занимали в ряде сюжетов центральное положение. По словам киноведа Лидии Зайцевой, представители нового поколения имели разные характеры и действовали в различных обстоятельствах, однако их поведение было обусловлено общим «типологическим признаком» — возрастом. Взрослеющие герои конца 1950-х — начала 1960-х годов пытались освободиться от опеки родителей и сделать жизненный выбор без их подсказок (этот посыл получил развитие в следующем сценарии Шпаликова — «Застава Ильича»). Для Кати вхождение в самостоятельную жизнь означает замужество, причём решение о своём будущем девушка принимает стремительно: когда во время прогулки по Москве один из прохожих интересуется: «Ты уже невеста?», героиня сообщает: «Две недели, а что? — А долго он за тобой ухаживал? — Две недели».
Другой отличительной чертой оттепельного кино был образ дома — свидетельством интереса к этой теме являются названия картин, вышедших в ту пору: «Дом, в котором я живу», «Отчий дом», «На семи ветрах», «У твоего порога». В сценариях Шпаликова («Причал», «Застава Ильича», «Я шагаю по Москве») в образе дома предстаёт большой город. Героиня «Причала» Катя, обживающая новое для неё пространство, воспринимает Москву как гостеприимное место, в котором «живут, любят, ходят на свидания, отчаиваются и надеются». Москва в «Причале» — город влюблённых: во время ночных прогулок героиня постоянно видит целующиеся парочки. Девушка легко вступает в диалоги с обитателями столицы; те, в свою очередь, полностью ей доверяют: к примеру, цирковой укротитель признаётся, что на репетиции вынужденно застрелил рассвирепевшего хищника; молодая виолончелистка рассказывает, что решила сбежать от родителей, запиравших её на ключ; пожилой водитель просит юную незнакомку доставить к его дому машину вместе с собакой. По мнению филолога Екатерины Артемьевой, созданный в «Причале» образ безопасной и дружелюбной среды соотносится с образом Москвы в довоенном фильме Татьяны Лукашевич «Подкидыш», маленькая героиня которого так же (только не ночью, а днём) осваивала территорию большого города.
Московские маршруты Кати показаны с предельной точностью. Её путешествие начинается у Малого Каменного моста. Далее героиня идёт вдоль ограды Александровского сада, выходит на пустую Красную площадь, спускается к реке, бродит по переулкам, стоит возле кинотеатра «Ударник», едет в машине мимо Патриарших прудов. Все передвижения девушки сопровождаются боем курантов, доносящимся со Спасской башни («Четыре часа бьют куранты. Катя едет по светлеющим улицам»). Бой часов, определяющий ритм жизни столицы, звучит во многих сценариях Шпаликова, однако в «Причале» этот своеобразный «аккомпанемент» является не просто звуковым фоном — он, по словам искусствоведа Нины Баландиной, выполняет роль «структурной единицы повествования, обозначающей смену картин».

«Причал» заканчивается возвращением Кати на борт, её примирением со шкипером. И корабль продолжает свой путь. Пересечение маршрутов героев и города — на несколько часов, в которые жизнь так насыщена и стремительна, что напоминает красочный кинофильм, — излюбленный приём автора этого сценария.— Нина Баландина